# Las Henestrosas de las Quintanillas
Las Henestrosas de las Quintanillas es una localidad del municipio de Valdeolea (Cantabria, España). La localidad se encuentra a 950 m s. n. m., y a 7 kilómetros de la capital municipal, Mataporquera. En el año 2024 contaba con una población de 13 habitantes (INE).

## Paisaje y naturaleza
La zona sur de Valdeolea y en concreto el área de Las Quintanillas se define por la extensión de una fértil llanura con prados de siega por la parte oriental de los núcleos de población y por una pequeña sierra cubierta de un atractivo bosque de rebollos por la occidental.

## Patrimonio histórico

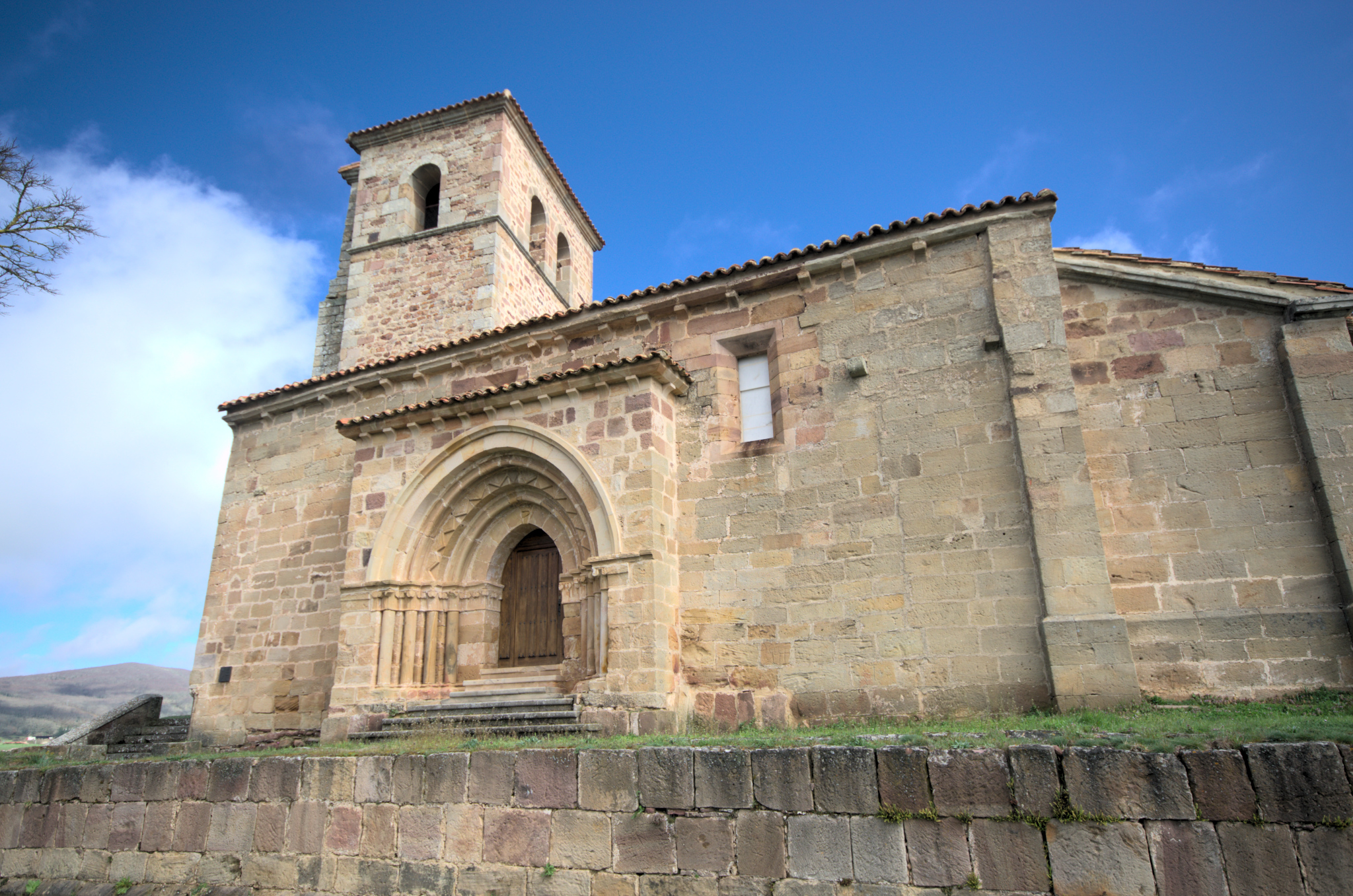
Iglesia de Santa María la Real.

La iglesia de Santa María la Real se ubica a las afueras del pueblo de una elevación del terreno en la que se han excavado los restos de una necrópolis que ha aportado valiosa información sobre tiempos tardorromanos y altomedievales (una muestra de las cuales permanece expuesta en el interior de la iglesia). El templo se construyó en dos etapas. Hacia finales del siglo XII o principios de XIII, se levanta una iglesia de una sola nave con ábside semicircular y espadaña a los pies que enota un estilo de transición entre el románico y el gótico como se puede ver en el tímido apuntamiento de los arcos y en la talla de los capiteles de la ventana exterior del ábside, con influjo del taller escultórico del Monasterio de Santa María la Real de Aguilar de Campoo. En 1503, el edificio se amplia con dos naves laterales u se dota de una nueva bóveda de crucería a la central que adquiere de esta manera un aspecto más gótico. También se construye una torre cuadrada en la que se embute el frontis de la anterior espadaña del XIII. En la reforma se decora el interior mediante un conjunto de pinturas murales en los muros del ábside y del transepto que siguen el estilo del gótico lineal pese a lo tardío de la fecha, como ocurre en las cercanas iglesias de La Loma y de Mata de Hoz, también en Valdeolea, o en las de Valberzoso o San Felices de Castillería en Palencia, con las que mantiene similitudes estilísticas y temáticas. Parte de las pinturas se ocultan tras el retablo plateresco (siglo XVI) del altar mayor. Buena imaginería, en la que destaca una virgen sedente gótica del siglo XIV. El gran valor histórico-artístico de Santa María la Real, llevó a su declaración como Bien de Interés Cultural en el año 1982.
En Las Henestrosas existen buenos ejemplares de arquitectura civil, con casas-torre y casonas de indudable valor artístico. De entre todas ellas destaca el palacio de la Corralada. Se construyó en el siglo XVIII, siendo uno de los mejores edificios del estilo en el sur de Cantabria. Lo más llamativo es su fachada que funciona caso como un elemento autónomo poco relacionado con la distribución interior más allá de su frente. Integra dos portadas enmarcadas por dobles pilastras cajeadas, una pequeña capilla rematada en espadaña y un gran escudo de armas con dos leones enfrentados.
El palacio cuenta también con una declaración como bien de interés cultural y puede ser utilizado como alojamiento rural. Las ruinas del Torrejón de las Henestrosas fueron declaradas Bien de Interés Local en el año 2003.
Desde aquí se empieza la Ruta de las Henestrosas a Mercadillo (PR-S 35)
- Datos: Q5970471
- Multimedia: Las Henestrosas de las Quintanillas / Q5970471